# Mussaenda hirsuta
Mussaenda hirsuta är en måreväxtart som beskrevs av Henry Nicholas Ridley. Mussaenda hirsuta ingår i släktet Mussaenda och familjen måreväxter. Inga underarter finns listade i Catalogue of Life.